# 海戦術
海戦術（かいせんじゅつ、英語: naval tactics）は、海戦において艦隊を効果的に運用する戦術である。海軍戦術とも言う。
陸戦や航空戦で用いられる戦術とはその内容が大きく異なるために区別して理解されている。

## 概説
海戦術とは海戦における戦術であり、任務を達成するために戦場および戦場付近の地域における艦隊の陣形・運動・射撃などを指導する科学・技術であると定義される。
また海軍部隊は気象・海象の影響や補給の問題から陸軍部隊のように一定の地域において長期間対峙することが出来ず、短期決戦となる。そのために戦果は圧倒的な勝利と、壊滅的な敗北に二極化する特徴が見られる。さらに陸軍部隊のように地形的な優位を持つことが難しく、その上兵器の物量や質の優劣が明確に勝敗に表れる。従って彼我の戦闘での優劣はランチェスターの法則がそのまま適用されることになる。したがって戦闘の大勢は戦略配備によっていかに優れた戦力を集結させるかによって決まる。しかし実際に敵を発見して艦隊が戦術運動を行い、敵を撃滅する戦闘においては海戦術の有用性が発揮される。
海戦では戦場が海洋・河川・湖などの水域であり、そこで活動する戦闘単位は艦船となり、その集合体として戦闘を行う場合には艦隊として運用される。艦船は通常それ自体が複合的な兵器システムを装備しており、また陸上戦力のように戦力を細分化するなどの多様な運用を行うことはできない。ここでは主に対水上戦闘について述べるが、海上作戦においては対空戦闘・対潜戦闘・航空戦・航空打撃戦・電子戦・情報戦なども同時に遂行される。定量的な戦闘力の優劣だけでなくその連絡と連携の運用的な優劣によって劣勢な戦力が優勢な戦力を破ることも可能であると考えられ、また歴史もこれを実証している。敵部隊の大部分の撃沈、捕獲、戦闘不能によって戦闘の勝敗は決まる。
詳細は海戦を参照されたい。

## 歴史
海戦術の歴史は船舶の技術的な発展と呼応して進歩してきた。
- ガレー船時代の海戦戦術
- 帆船時代の海戦戦術
- 蒸気船時代の海戦戦術

近代的な海戦術研究については、陸軍戦術の研究が進展や技術躍進によって19世紀後半から行われるようになり、コロムが1891年に『海戦論』を出してその海戦術研究の先駆けとなった。19世紀になると、アルフレッド・セイヤー・マハンが戦史研究に基づいた『海上権力史論』を出して海軍の戦略・戦術理論を包括的に論じた。ダリューは『海戦論』において陸海軍の戦術は本質的に共通していると論じ、また当時行われていた巨砲を装備した部隊による決戦と小規模部隊による奇襲をめぐる論争で巨砲主義を支持した。ロシア海軍のステパン・マカロフは陸海の戦術は異なるものであり、また巨砲主義を批判して奇襲攻撃を支持していた。日本海軍においては佐藤鉄太郎が戦史研究から敵の海軍力の撃滅こそが重要だと考えた。

## 基礎概念
海戦術の基礎概念を中心に取り上げる。戦術#戦いの原則も参照のこと。
- 戦則 - 海上作戦における任務達成のための各種行動の基本要領。戦闘教義。
- 戦勢 - 戦闘における戦力や行動における勢力であり、攻勢と守勢がある。
- 戦機 - 戦勢の攻守が転換する機。
- 戦策 - 戦術を実施するための画策。陣形・使用速力・基本方針・敵味方識別方法・各部隊の任務・戦闘開始時の運動などを定める。
- 艦隊 - 2隻以上の軍艦から編成される海軍部隊。狭義には海軍部隊の編制上の単位であり、艦隊の下位には戦隊や群が置かれる場合がある。
- 戦略 - 海軍における狭義の意味では、敵と離隔した状況において部隊を効果的に運用する術策。
- 戦術 - 海軍における狭義の意味では、敵と接触した状況において部隊を効果的に運用する術策。
- 戦務 - 海軍部隊における戦闘を遂行するための航海・機関・砲術・機雷・飛行などの諸業務。
- 海象・気象 - 海象とは海洋の状況であり、気象とは大気の状況である。艦隊の運動に大きく影響する。
- 制海権 - その海域の支配権であり、海軍力によって支配は実行される。
- 制空権 - その空域における優勢であり、空軍力によって実行される。
- 主隊・直衛 - 主隊とは重装備の艦艇から成る部隊。直衛とは主隊の周縁部を占位して警戒などを行う部隊。
- 航行序列 - 航行するための艦隊の隊形である。
- 警戒航行序列 - 要警戒地域において航行するための艦隊の隊形である。
- 戦闘序列 - 戦闘するための艦隊の隊形である。
- 攻撃 - 火砲・ミサイルなどの火力を敵に対して使用すること。
- 機動 - 部隊の位置を変更すること。敵を発見してから行う接敵機動と敵と交戦を始めてから行う戦場機動がある。
- 展開 - 艦隊の序列を状況に応じて変更するための運動。
- 追撃・退却 - 追撃とは退却する敵に対するさらなる攻撃、退却とは戦闘で劣勢に置かれて行う後退。
- 小破・中破・大破 - 小破とは相当な時間を要せず整備部隊が修理出来る程度の損傷。中破とは相当な時間を要する程度の損傷。大破は整備部隊では修理不可能な程度の損傷。
- 基地 - 部隊を支援するための根拠地。戦時において外国に設置する前進基地などがある。

## 原則
海戦術の原則論には陸軍の戦術と共通しているという立場と共通していないという立場がある。現在までに以下のような原則が論じられている。
18世紀のロシア海軍黒海艦隊司令官フョードル・ウシャコフは海戦術の原則を論じている。
- 敵兵力の一部に自己の全戦力を集中すること。
- 予期していない行動は敵の撃破にとって大きな価値があること。
- 損傷した艦船には積極的な支援が必要であること。

19世紀のアメリカ海軍のアルフレッド・セイヤー・マハンは『海上権力史論』において海軍戦略などを包括した理論体系を構築しただけでなく、海戦術の原則についても考察した。これには陸軍戦術について考察したジョミニの理論と類似している。
- 目標の原則
- 集中の原則

日本海軍の戦術学者秋山真之は戦史研究等から日本海軍の教義を研究開発した。
- 攻勢 - 戦勢は攻勢を維持して積極的に攻撃すること。
- 先制 - 敵よりも先んじて機動・攻撃すること。
- 集中 - 敵の一部を全戦力で攻撃すること。
- 決戦 - 決定的な戦果を求めて敵を撃滅すること。
- 天候・地形の利用 - 部隊の特性や戦い方に応じて天候・地形を十分に利用すること。
- 奇襲 - 敵の不意を突いて攻撃すること。
- 独断専行 - 部隊指揮官は状況に応じ、自己の任務と権限を考慮して適切な独断を行うこと。
- 勇断決行

## 戦闘力
戦闘力とは戦力が持つ戦闘を遂行する能力であり、海戦術においては攻撃力、防御力、運動力、通信力の4要素からなり、それぞれ機力と術力の2つの側面を持つものとして考えることができる。機力とは物的な戦闘力の要素であり、術力とは人的な戦闘力の要素である。
- 攻撃力 - 艦艇または艦隊が攻撃を行う能力。火砲や水雷等の機力とそれらを操作する砲術や水雷術の術力から成る。
- 防御力 - 防御を行う能力。装甲や防水区画等の機力とダメージコントロールや戦闘準備等の術力から成る。
- 運動力 - 運動を行う能力。推進機関や航舵機関等の機力と運用術や機関術等の術力から成る。
- 通信力 - 情報伝達を行う能力。信号機や通信機等の機力と術力から成る。

軍艦では一般的に、攻撃・防御・運動・通信の基本的な比率が5:2:2:1であると秋山真之は論じている。戦闘力は概ね攻撃力に代表され、機力と術力の積で表す。例えば12門の砲と100発中20発の命中率（命中率20％）の攻撃力は240として考える。

## 艦種
艦艇は海戦において戦闘単位であるが、その設計や装備から航空母艦、巡洋艦、駆逐艦、フリゲート、潜水艦等の艦種に分類され、さらに排水量によってその規模が区分される。以下にいくつか艦種をあげる。
- 航空母艦 - 航空機の離着陸が可能な滑走路を甲板上に備えて航空作戦の支援が可能な艦艇を指す。
- 潜水艦 - 潜行することが可能な艦艇を指す。
- 戦艦 - 基準排水量が一般的な巡洋艦よりも大きい艦艇を指す。歴史的には19世紀以降に強力な火砲を装備した大規模な艦艇であったが、航空母艦の出現に伴う海戦術の変化によって現代では建艦されていない。
- 巡洋艦 - 基準排水量が概ね20,000トン以下の艦艇を指す。歴史的にはフリゲートに装甲を備えた装甲フリゲートであったが、19世紀には遠洋航海に適した艦艇として発展した。
- 駆逐艦 - 基準排水量が概ね8,000トン以下の艦艇を指す。歴史的には水雷艇を駆逐する艦艇であったが、現代では対空・対潜戦闘の装備を持つ汎用的な艦艇となっている。
- フリゲート - 基準排水量が概ね5,000トン以下の艦艇を指す。歴史的には軽量で快速な艦艇をフリゲートとしていた。
- コルベット - 基準排水量が概ね1,000トン以下の艦艇を指す。歴史的には沿岸警備等の目的で用いられる小型の艦艇を指し、第二次世界大戦後でもミサイル、魚雷、爆雷等を装備したコルベットが建造されている。

戦艦、巡洋艦、駆逐艦、フリゲート、コルベットの区別は明瞭な定義に基づいたものではなく、時代によってもその内容や名称は大きく異なる。
作戦部隊は以上の中でも航空母艦あるいは巡航ミサイルを装備した大型の巡洋艦（時代によっては戦艦）を中心として巡洋艦、駆逐艦、フリゲート、潜水艦、掃海艇、航空機などで編成される。また基地から遠く離れて活動する外洋艦隊は洋上補給兵力である給油艦、給兵艦、工作艦などを艦隊に加え、これらを通じて基地からの後方支援を受けて作戦行動を行うことが出来るようになっている。これらは対空・対艦・対潜能力を有機的に結合させうる航行序列で航行するように努め、また艦艇によって最高速力は異なるので陣形に乱れが生じないように使用速力を最も遅い艦艇の速力で統一する。

## 陣形
陣形とは艦隊が取る隊形であり、基準艦の艦位を基準として各艦を一定の配置に占位させる。陣形は陣形の列数、形状、正面、間隔、序位及び旗艦の配置から構成される。
列数には正面に対して一列あるいは複数列に占位するものがあり、正面の幅から縦列、横列、梯列がある。例えば最も基本的な陣形に進行方向に向かって縦一列で並ぶ単縦陣があり、これは最も柔軟に運動が可能な陣形である。さらに航行序列としてしばしば用いられる二列に並列した複縦陣、縦陣から各艦が前方の艦の右または左後方に斜めで並ぶ梯陣、進行方向に向かって横一列で並ぶ横陣も基本的な戦闘陣形として挙げることが出来る。
歴史的に見れば、横陣から火砲の導入により縦陣、海上護衛戦では方陣、航空母艦の登場により主隊を中心に円周上に直衛を占位させた輪形陣などが見られる。
航空母艦の登場によって先述した輪形陣は一般的に用いられている。これは空母を中心として前後両翼に戦闘艦艇を配置する陣形として使用されており、北大西洋条約機構における海上作戦の教範類においても輪形陣を基本的な陣形として採用している。

## 戦闘行動

### 運動
運動とは各艦の速力と回転力に基づいた戦術的な機動であり、海戦術においては艦隊の陣形を維持しながら前進、後退、回転することであり、戦闘において最も優位な位置を占めるようにする戦闘行動である。艦艇の速力とは推進機関による前後方向への運動能力であり、全速、原速、半速、微速の段階がある。回転力とは舵角によって生じる艦艇の左右方向への運動能力である。この速力と回転力を用いて艦隊を運動させる一定の方法を運動法と言う。
運動法には大別して行進及び停止、速力変換及び距離変換、一斉回頭、正面変換、陣形変換がある。最も基本的な運動法は行進及び停止である。これは艦隊の前後方向に対して速力で運動するものである。また速力変換及び距離変換も基本的な運動法として挙げられ、これは艦隊の伸縮を変更する運動法である。正面変換とは一斉回頭によって陣形の正面を変更する運動法であり、正面を斜めに変更する斜行進、側面に変更する側面行進、背面に変更する転廻がある。
これらの運動法を駆使して海上作戦において艦隊の陣形や位置を戦闘に優位に運用する。応用的な運動法として乙字運動などがある。乙字運動とは一般的に要警戒海域における警戒や戦場における回避行動として用いられる運動であり、進行方向を左右斜めに切り替える。また縦陣から一斉回頭して横陣に変更し、続いて一斉攻撃を行う運動もある。

### 攻撃
攻撃とは海戦術においては主に火砲・魚雷・ミサイルなどの砲戦・魚雷戦の手段を以って、機動と併せて行われる。海戦においては攻撃の原則としては先制・奇襲・特定目標への一斉射撃が考えられている。これは海戦において攻撃を回避・無力化することが非常に困難であり、また戦闘単位が限定されて一つの攻撃が成功した戦果は即座に戦勢を大きく左右し得るためである。一斉に特定の目標に攻撃することの意義とは有する最大限の火力を以って攻撃の成果を確実に獲得するためである。

### 防御
攻撃への防御は艦艇の構造や装備などによって異なる。基本的に艦艇の防護は敵の索敵に対するステルス性や静粛性などの能力を含む構造は防御力の基本要素である。また電子戦能力、ミサイル戦能力、損害が発生した場合の応急工作能力も防御において発揮される。

## 戦務
戦務とは戦術を実施するための諸業務である。

### 索敵
敵の現在位置を精確に探知する索敵は、現代においてはレーダー、人工衛星、航空機、潜水艦、陸地の情報機関、海底に設置されている音響探知センサーなどが大きく貢献している。
索敵は洋上監視、哨戒、電子戦などによって行われる。索敵によって的確な戦術情報を多く収集して分析することで、初動の優位性を得ることができる。索敵能力の優劣は位置情報の有無に直接的に繋がるため、続く攻撃の成否に大きく関わる。航空母艦は航空機を搭載していることから一般的に索敵能力が極めて高く、かつ高度な打撃力を有している。

## 海上封鎖
海上封鎖とは海上戦力によって敵の沿岸所定区域につながる海上交通を途絶させる作戦行動である。これには平時封鎖と戦時封鎖があるが、戦時封鎖では戦時国際法（1909年の海戦法規に関するロンドン宣言）の海戦法規に基づいて第三国の船舶であっても封鎖を犯すことはできず、捕獲される。平時封鎖ではこの限りではないが、国籍を確認するための臨検は可能である。
海上封鎖は法的な行為でもあるために中立国の船舶に対して違法性を問うためには一定の手続きを要する。封鎖は交戦国の政府か海上封鎖部隊の指揮官により宣言され、しかもその海上封鎖は実力を伴って継続的に実施され、かつ全ての船舶に対して等しく行われることが必要である。その事例としては第二次世界大戦においてイギリスはドイツの全面封鎖に対抗して1939年11月と1940年7月に中立国の船舶とその貨物を捕獲、没収する措置を宣言している。

## 水陸両用作戦
水陸両用作戦とは海上戦力、陸上戦力（上陸部隊）、航空戦力が海上から敵が支配する沿岸に対して行う作戦行動であり、陸上における侵攻、海上・航空戦力の前進基地の確保、敵の後方へ上陸して他方面における陸上作戦の促進、敵戦力の撃滅などを目的として行う。水陸両用作戦は統合作戦であるために非常にその遂行は困難であるが、機動性と融通性の利点があり、特定の海岸地域に戦力を集中させることが可能である。
しかしながら着上陸後にはこれを排除しようとする敵の高度な陣地防御を受ける危険性が高い。この水陸両用作戦を専門とする海軍部隊として海兵隊が設置されている場合もある。
上陸作戦に特別に必要な海上戦力に揚陸用艦船がある。第二次世界大戦中に発展したもので、アメリカでは揚陸指揮艦、揚陸輸送艦、高速輸送艦、戦車揚陸艦、歩兵揚陸艇などがあり、接岸能力に特化した艦艇である。戦例として第一次世界大戦のガリポリ作戦、第二次世界大戦のオーバーロード作戦、太平洋戦争における数々の上陸作戦、朝鮮戦争での仁川上陸作戦などが挙げられる。陸海空の指揮と通信の統一、適切な上陸用の装備、制海権および航空優勢の確保、奇襲による電撃的な上陸が水陸両用作戦の成功要因であると考えられている。

## 沿岸防衛
沿岸防衛とは自国の領土と海の境界線である沿岸部を防衛することによって敵の海軍力から国土を防衛することである。海岸に保塁を建設することに始まるが、後に軍事土木工学の技術が進むにつれて要塞化が進んだ。しかし陸上部隊を固定的に沿岸に配備して防衛することだけでなく、海上部隊も沿岸防衛には19世紀初頭まで主要な役割を果たしていた。
敵の海上戦力を警戒し、もし着上陸を企図したならばこれを海上において撃滅することを任務としていた。長距離の艦砲射撃が可能となると沿岸の要塞化はより進み、第二次世界大戦までは連続的に国境防衛のための要塞が建設されている。
しかし空軍力の登場によってそれらの防御施設は惰弱であったために戦後にはこのような要塞は軽視されるようになった。沿岸防衛は、敵の侵攻準備とその移動の察知、海上・航空戦力による海上阻止と沿岸海域における機雷の敷設、敵の着上陸を想定した対上陸作戦の準備などによって遂行される。

## 船団護衛
船団護衛とは戦時において非戦闘目的の船舶の航行を海軍・空軍部隊によって護衛する作戦行動である。近世以降、戦時国際法の中立法規によって中立国の軍艦の護衛の下に置かれた船舶は臨検免除を主張することが可能であった。
第一次世界大戦においては船団護衛の利害について議論があったが、ドイツが交戦国だけでなく中立国の商船へも無制限潜水艦戦を行うことを宣言したために船団護衛は不可欠なものとなり、その護衛制度は発達とともに有効性が後の戦争で実証された。
船団の商船は指定されたとおりに陣形を形成して護衛艦はその先頭と両翼に配置される。潜水艦の攻撃に対処できる駆逐艦などが有効であるが、航空母艦による航空援護も現在では行うことができる。
船舶護衛は第一次世界大戦、第二次世界大戦においてしばしば行われた。

## 戦史の海戦術
- 日本海海戦
- ユトランド沖海戦
- マレー沖海戦
- フォークランド沖海戦